# Michel Fédou
Michel Fédou, né en 1952, est un prêtre catholique, jésuite et théologien français.

## Biographie
Après des études au Lycée du Parc et à l'université Lumière Lyon II, où il est notamment l'élève de Victor-Henry Debidour et de Jean Pouilloux, il est agrégé de lettres classiques et entre au noviciat en 1976. Ordonné prêtre en 1984, il est docteur en théologie avec une thèse sur Origène, soutenue en 1988 sous la direction de Bernard Sesboüé. 
Spécialiste de patristique, il enseigne depuis 1987 au Centre Sèvres, dont il fut doyen de la faculté de théologie (1996-2002), puis président (2003-2009).
Il est membre du conseil de rédaction des Recherches de science religieuse, du conseil scientifique de l’Association des Amis de Sources chrétiennes, et du conseil scientifique de l’édition critique autorisée des Œuvres de Karl Rahner en langue française.
Il est par ailleurs un acteur important du dialogue œcuménique : il est notamment membre du Groupe des Dombes.
En 2022, il reçoit le prix Ratzinger, et l'année suivante, le prix du Cardinal-Grente pour l'ensemble de son œuvre.

### Auteur
- Christianisme et religions païennes dans le "Contre Celse" d'Origène, Paris, Beauchesne, 1989.
- La Sagesse et le monde. Essai sur la christologie d'Origène, Paris, Desclée, 1995 (avec une préface de Joseph Doré).
- Les Religions selon la foi chrétienne, Paris, Cerf, 1996.
- Regards asiatiques sur le Christ, Paris, Desclée, 1998[9].
- La Voie du Christ. [I], Genèses de la christologie dans le contexte religieux de l'Antiquité du IIe siècle au début du IVe siècle, Paris, Cerf, 2006.
- La Voie du Christ. [II], Développements de la christologie dans le contexte religieux de l'Orient ancien : d'Eusèbe de Césarée à Jean Damascène, IVe – VIIIe siècle, Paris, Cerf, 2013.
- Les Pères de l’Église et la théologie chrétienne, Paris, Éditions Facultés Jésuites, Paris, 2013[10],[11].
- La Voie du Christ. [III], Évolutions de la christologie dans l'Occident latin d'Hilaire de Poitiers à Isidore de Séville, IVe – VIIe siècles, Paris, Cerf, 2016.
- La Littérature grecque d’Homère à Platon. Enjeux pour une théologie de la culture, Bruxelles, Lessius, 2019.
- Jésus-Christ au fil des siècles. Une histoire de la christologie, Cerf, 2019[12].
- Les Dogmes, Namur, Fidélité, 2020.
- Mémoire chrétienne et expérience de Dieu. Le sens des dogmes aujourd'hui, Paris, Éditions Facultés jésuites, 2022.
- Jésus Christ dans l'histoire humaine et le mystère de Dieu, Paris, Cerf, 2024.
- La compassion de Dieu, Paris, Desclée de Brouwer, 2024.

### Traducteur
- Origène (trad. avec Luc Brésard), Commentaire sur l'Épître aux Romains. Tome I, Livre I-II, Éditions du Cerf, coll. « Sources chrétiennes », 2009, 458 p. (ISBN 978-2-204-09164-0)
- Origène (trad. avec Luc Brésard), Commentaire sur l'Épître aux Romains. Tome II, Livres III-V, Éditions du Cerf, coll. « Sources chrétiennes », 2010, 542 p. (ISBN 978-2-204-09417-7)
- Origène (trad. avec Luc Brésard), Commentaire sur l'Épître aux Romains. Tome III, Livres VI-VIII, Éditions du Cerf, coll. « Sources chrétiennes », 2011, 606 p. (ISBN 978-2-204-09657-7)
- Origène (trad. avec Luc Brésard), Commentaire sur l'Épître aux Romains. Tome IV, Livres IX-X, Éditions du Cerf, coll. « Sources chrétiennes », 2012, 509 p. (ISBN 978-2-204-09956-1)